# Chinatown (Metro de Los Ángeles)
Barrio Chino es una estación en la línea A del Metro de Los Ángeles y es administrada por la Autoridad de Transporte Metropolitano del Condado de Los Ángeles. La estación se encuentra localizada en Barrio Chino justo al norte del Centro de Los Ángeles, California entre la Calle Spring y la Calle College. La estación se encuentra cerca de North Broadway. 

## Atracciones
- Mercado de Joyería de Barrio Chino
- Biblioteca Barrio Chino
- Dynasty Shopping Center
- Estadio de Los Dodgers
- Bario Chino Viejo
- La Tienda
- Templo de Thien Hau

## Conexiones de autobuses
- Metro Local: 45,  76, 81, 83, 84, 90, 91, 94, 96
- Metro Rapid: 794
- LADOT Commuter Express: 409, 413, 419
- LADOT DASH: B, DD (fin de semana solamente), Lincoln Heights/Chinatown